# Geronimo (pel·lícula de 1962)
Geronimo és una pel·lícula estatunidenca dirigida per Arnold Laven, estrenada el 1962. Ha estat doblada al català.

## Argument[2]
El 1883, el cap apatxe Gerónimo i el seu grup de guerrers són víctimes dels atacs americans i mexicans. A canvi d'un territori i d'aliments, els guerrers es rendeixen a contra cor. Però aviat Gerónimo s'escaparà de la reserva i declararà la guerra als estatunidencs….

## Repartiment
- Chuck Connors: Gerónimo
- Kamala Devi: Teela
- Pat Conway: Capità William Maynard
- Armando Silvestre: Natchez
- Adam West: Tinent John Delahay
- Lawrence Dobkin: General George Crook
- John Anderson: Jeremiah Burns
- Enid Jaynes: Huera
- Ross Martin: Mangus
- Denver Pyle: Senador Conrad
- Nancy Rodman: Sra. Marsh
- Amanda Ames: Sra. Burns
- Eduardo Noriega: Coronel Morales
- Claudio Brook
- Joe Higgins: Kincaide